# Hunter Freeman
Hunter Freeman (Tyler, 8 gennaio 1985) è un ex calciatore statunitense, di ruolo difensore.